# Manuel Herrero
Manuel Herrero Fernández (Serdio, 17 de enero de 1947) es un obispo agustino español. Fue obispo de Palencia entre 2016 y 2023.

## Biografía
Manuel nació el 17 de enero de 1947, en la localidad de Serdio, del municipio español de Val de San Vicente.
En 1957, ingresó en el Seminario Menor de Palencia, cursando estudios hasta 1963, cuando pasó al Monasterio de Santa María de la Vid, donde realizó los cursos de Filosofía y los primeros de Teología, estando allí hasta 1964. Completó sus estudios en el Estudio Teológico Agustiniano de Valladolid y luego en el Real Monasterio de San Lorenzo de El Escorial.
Tras realizar estudios (1972-1974), obtuvo el bachillerato en Teología por la Universidad Pontificia Comillas, y la licenciatura en Teología pastoral, por la Universidad Pontificia de Salamanca, sede de Madrid.

### Vida religiosa
Ingresó en la Orden de San Agustín. Realizó su primera profesión de votos religiosos el 27 de septiembre de 1964 y la profesión solemne el 25 de octubre de 1967, en la provincia del Santísimo Nombre de Jesús de España.
Su ordenación sacerdotal fue el 12 de julio de 1970, a manos del obispo Anastasio Granados.
- Formador en el Colegio-Seminario Agustino de Palencia (1970-1971).

En 1971 se traslada a Madrid, donde fue: 
- Director espiritual del Colegio Ntra. Sra. del Buen Consejo (1971-1974).
- Párroco de Ntra. Sra. de la Esperanza y de Santa Ana (1974-1984).
- Delegado del vicario de religiosas, Vicaría III (1976-1984).
- Miembro de la comisión provincial de estudios (1977-1979).
- Prior de la comunidad de Santa Ana y La Esperanza (1978-1983).
- Arcipreste de Ntra. Sra. de la Merced, Vicaría III (1977-1984).

Se trasladó a Santander, donde se desempeñó como:
- Párroco primis de San Agustín y profesor del Seminario Diocesano de Monte Corbán (1985-1995).[2]
- Delegado episcopal de Cáritas y Acción Social (1985-1989).
- Delegado episcopal de Vida Consagrada (1989-1995).

Regresó a Madrid, donde ejerció como:
- Consejero provincial de Pastoral Vocacional; coordinador de la comisión provincial de Pastoral Vocacional; profesor de Pastoral en los Centros Teológicos Agustinos de El Escorial y de Los Negrales (1995-1999).
- Vicario parroquial de San Manuel y San Benito (1997-1999).

De nuevo en Santander, fue:
- Vicario general de Pastoral (1999-2002).
- Párroco de S. Agustín (1999-2014).[3]
- Profesor del Instituto Teológico de Monte Corbán (1999-2016).
- Vicario general y moderador de la curia (2002-2016).
- Párroco de Ntra. Sra. del Carmen (2014-2016).

En diciembre de 2014, tras la posesión de Vicente Jiménez Zamora en Zaragoza, fue elegido por el Colegio de Consultores como administrador diocesano, cargo que ejerció hasta la posesión del nuevo obispo Manuel Sánchez Monge en mayo de 2015.

### Episcopado
El 26 de abril de 2016, el papa Francisco lo nombró obispo de Palencia. Fue consagrado el 18 de junio del mismo año, en la Catedral de Palencia, a manos del arzobispo Renzo Fratini.
En la Conferencia Episcopal Española es miembro de la Comisión Episcopal para la Vida Consagrada de 2016 a 2024. También fue miembro de la Comisión Episcopal de Relaciones Interconfesionales.
En 2022, presentó su renuncia como lo establece el Código de Derecho Canónico. El 31 de octubre de 2023, el papa Francisco aceptó su renuncia, como obispo de Palencia, nombrando a su sucesor al mismo tiempo. Ejerció de administrador apostólico sede vacante hasta el 20 de enero de 2024.